# Digitaria gymnostachys
Digitaria gymnostachys är en gräsart som beskrevs av Pilg.. Digitaria gymnostachys ingår i släktet fingerhirser, och familjen gräs. Inga underarter finns listade i Catalogue of Life.